# Chardonne
Chardonne je obec na jihozápadě Švýcarska, v okrese Riviera-Pays-d’Enhaut v kantonu Vaud. Žije zde přibližně 2 900 obyvatel.

## Geografie

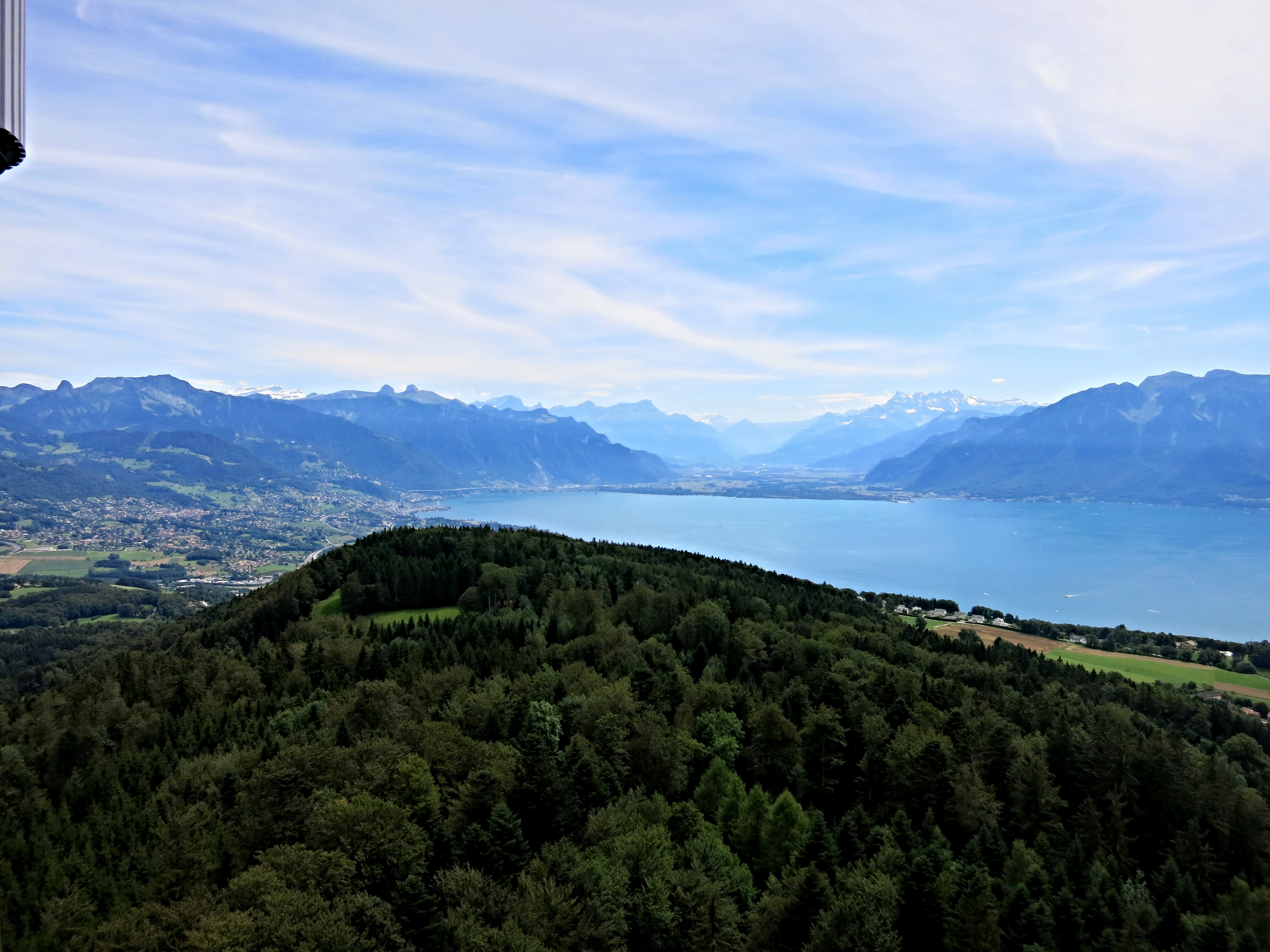
Oblast Ženevského jezera při pohledu z Mont Pèlerin

Chardonne leží v nadmořské výšce 586 m, vzdušnou čarou 2 km severozápadně od okresního města Vevey. Obec se rozkládá na strmém jižním svahu hory Mont Pèlerin ve východní části oblasti Lavaux, v panoramatické poloze asi 200 metrů nad hladinou Ženevského jezera, nad městem Vevey.
Území obce o rozloze 10,3 km² pokrývá část na severovýchodním břehu Ženevského jezera (asi 1200 metrů linie břehu jezera). Území obce se táhne od břehu jezera na sever přes strmé viniční svahy Chardonne (západní hranici tvoří potok Salenche) až k sousedním výšinám Mont Pèlerin. Tento hřeben, který je v hřebenové oblasti převážně zalesněný, patří téměř celý k Chardonne a je s 1080 m n. m. také nejvyšším bodem obce. Tvoří také hlavní evropské rozvodí mezi Rhônou a Rýnem, který zde protéká jen několik kilometrů severně od Ženevského jezera. Na severovýchodě oblasti pramení pramen řeky Biorde, která se vlévá do Broye, a je tedy součástí povodí Rýna. V roce 1997 tvořila 15 % rozlohy obce zastavěná plocha, 37 % lesy a lesní porosty, 47 % zemědělství a o něco méně než 1 % neproduktivní půda.
Chardonne zahrnuje osady Baumaroche (810 m n. m.) a Monts de Chardonne (825 m n. m.) nad obcí, vesnici Paully (924 m n. m.) na západním svahu Mont Pèlerin a četné jednotlivé farmy. Sousedními obcemi Chardonne jsou Jongny, Corsier-sur-Vevey, Corseaux, Saint-Saphorin (Lavaux) a Puidoux v kantonu Vaud a Granges (Veveyse) a Attalens v kantonu Fribourg.

## Historie

Letecký pohled (1960), Chardonne vpravo uprostřed

Oblast obce Chardonne byla osídlena velmi brzy; byly zde nalezeny stopy z neolitu, pohřebiště z doby bronzové a raně středověký hrob. První písemná zmínka o obci pochází z roku 1001 a nese název Cardona. Později se objevily názvy Chardona (1150), ve 12. století Carduna a Chardonnaz (1554). Název místa pochází z latinského slova carduus (bodlák).
Chardonna patřila původně opatství Saint-Maurice a v roce 1079 připadla spolu s velkou farností Corsier biskupovi z Lausanne. Ten ji v roce 1092 daroval jako léno rodu Blonay. V roce 1226 připadla část území obce cisterciáckému opatství Haut-Crêt. Ve vesnici Rueyres sídlil od roku 1141 do začátku 13. století malý premonstrátský klášter.
Po dobytí Vaudu Bernem v roce 1536 přešlo Chardonne pod správu panství Lausanne. Po roce 1707 přešlo vyřizování občanskoprávních záležitostí na panství Oron. Po pádu Staré konfederace patřilo Chardonne v letech 1798–1803 v období Helvétské republiky ke kantonu Léman, který byl poté po vstupu v platnost mediační ústavy sloučen s kantonem Vaud. V roce 1798 byla přiřazena k okresu Vevey. V roce 1798 se Chardonne oddělilo od Corsier a stalo se politicky samostatnou obcí, její hranice však byly definitivně stanoveny až v roce 1816.

## Obyvatelstvo
| Rok            | 1764 | 1798 | 1850 | 1888 | 1900 | 1950 | 1970 | 1990 | 2000 |
| Počet obyvatel | 561  | 693  | 998  | 951  | 1011 | 1154 | 1639 | 2150 | 2601 |

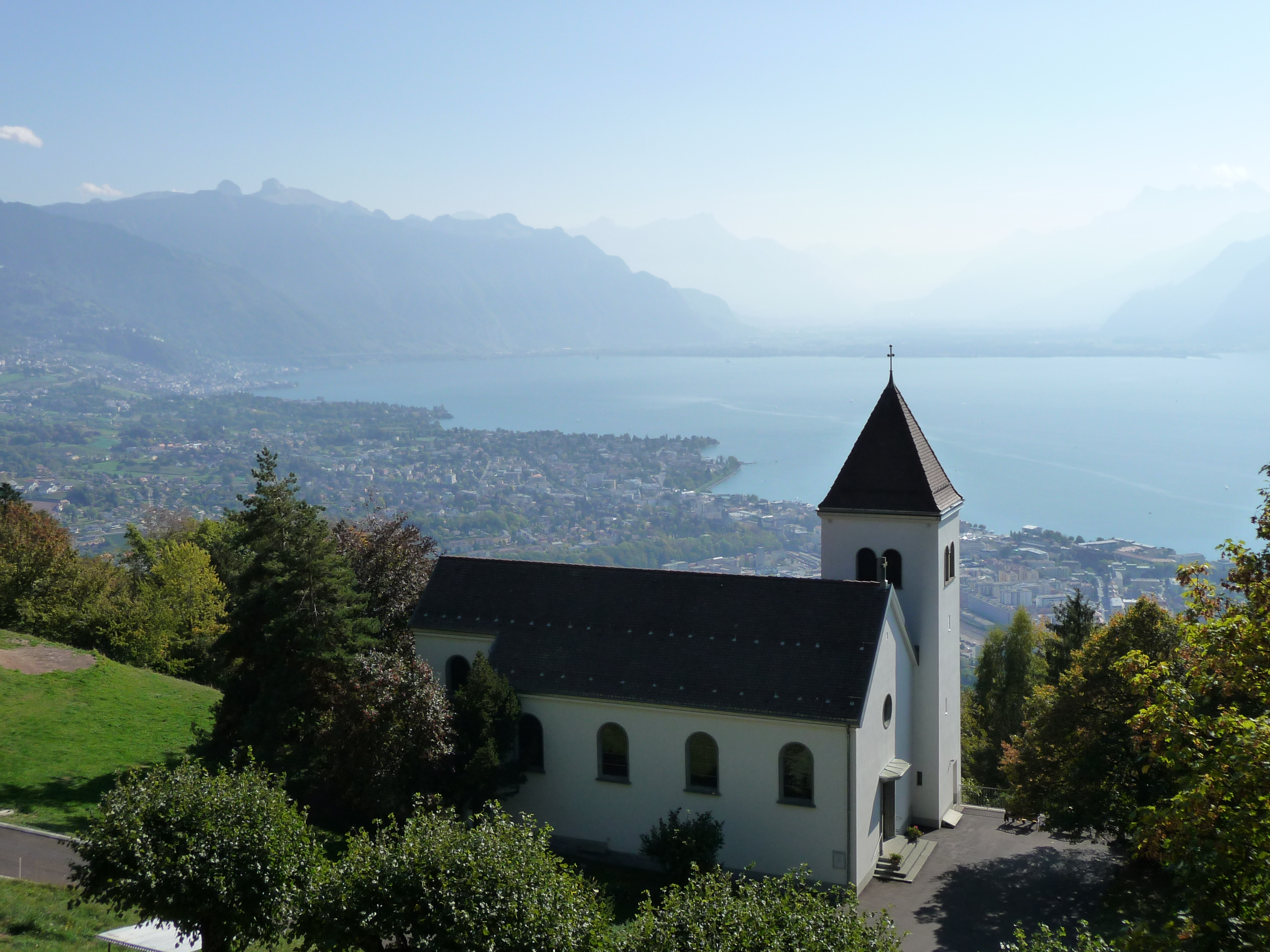
Kostel, v pozadí Vevey

Z celkového počtu obyvatel je 77,5 % francouzsky mluvících, 8,7 % německy mluvících a 4,3 % anglicky mluvících (stav v roce 2000). V roce 1850 žilo v Chardonne 998 obyvatel a v roce 1900 1011 obyvatel. V průběhu 20. století počet obyvatel neustále rostl. Zvýšený nárůst byl zaznamenán zejména v 90. letech 20. století. V současné době zastavěná oblast Chardonne plynule splynula se zástavbou obce Jongny.

## Hospodářství
Až do začátku 20. století bylo Chardonne vesnicí, která se vyznačovala převážně zemědělstvím. I dnes hraje zemědělství a vinařství (přibližně 100 hektarů) na optimálně osluněných svazích Lavaux důležitou roli v obživě obyvatel. Kvalitní vína, která se zde vyrábějí, nesou označení Chardonne. Vinice v Chardonne jsou od roku 1984 zákonem chráněny před nadměrnou zástavbou. Ve vyšších polohách se provozuje zemědělství, chov dobytka, zejména dojnic.
Další pracovní místa jsou k dispozici v místních malých podnicích a především v sektoru služeb. Kromě zboží denní potřeby se obchod v Chardonne orientuje také na cestovní ruch. V Chardonne je obchodní škola a sídlí zde Institut de recherche en géobiologie a Centre de revitalisation Cambuzat. U Ženevského jezera se nachází přístaviště výletních lodí a kemp. V posledních desetiletích se obec díky své atraktivní poloze (s výhledem přes Ženevské jezero na Alpy a až k Juře na jihozápadě) rozvinula v rezidenční obec. Četní zaměstnanci dojíždějí za prací do regionu Vevey-Montreux a případně také do Lausanne.

## Doprava

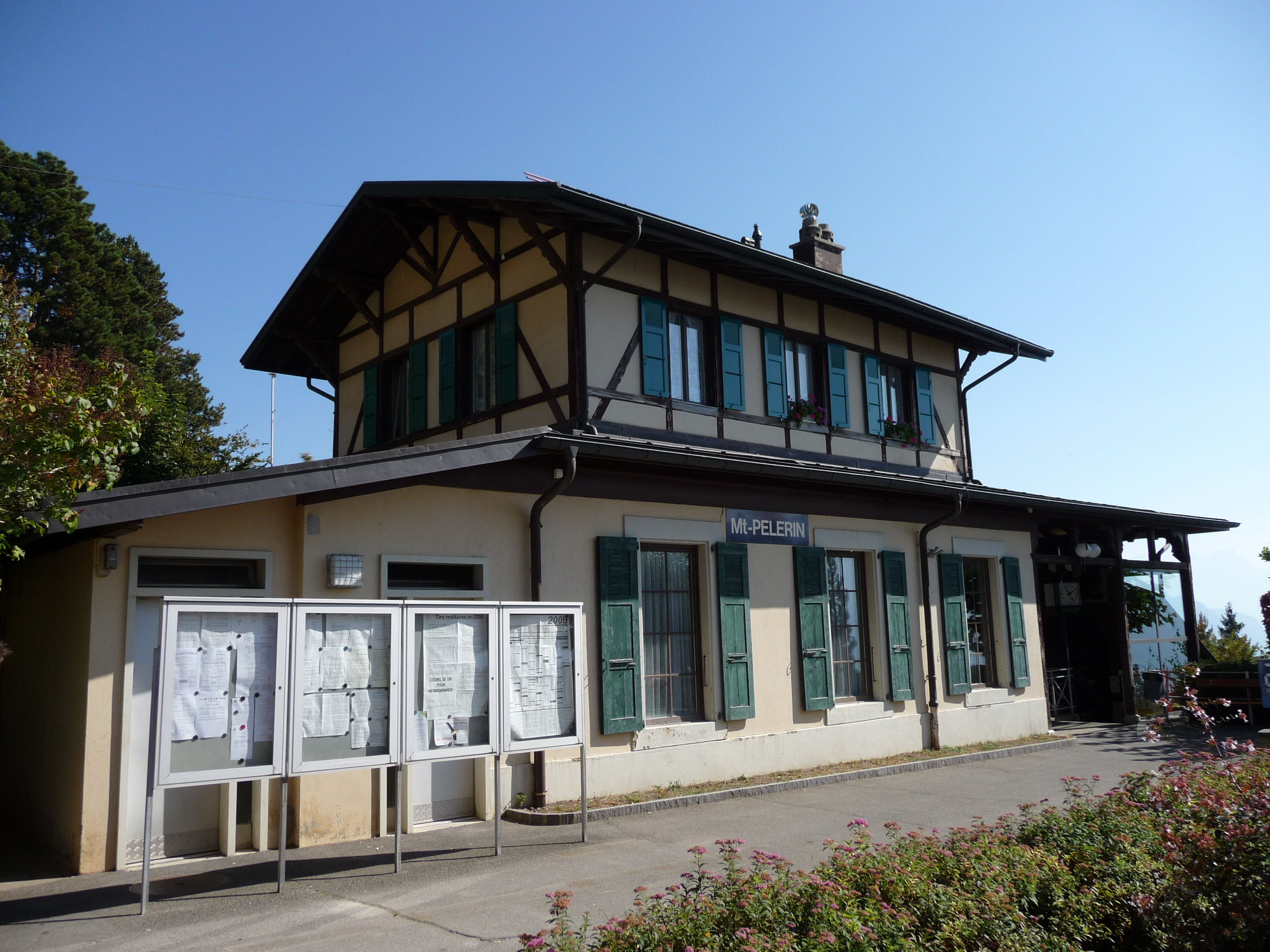
Horní stanice lanovky na Mont-Pèlerin

Obec má dobré dopravní spojení. Leží na spojovací silnici z Chexbres do Châtel-Saint-Denis a je snadno dostupná z Vevey. Nejbližší dálniční křižovatky na dálnici A9 (Lausanne–Sion), která byla otevřena v roce 1970 a prochází obcí, jsou u Chexbres (na západě) a Vevey (na východě), obě vzdálené asi pět kilometrů od centra obce. Lanovka Vevey – Chardonne – Mont-Pèlerin byla otevřena v roce 1900 a spojuje Chardonne přímo s nádražím Vevey.